# 드루수스 율리우스 카이사르

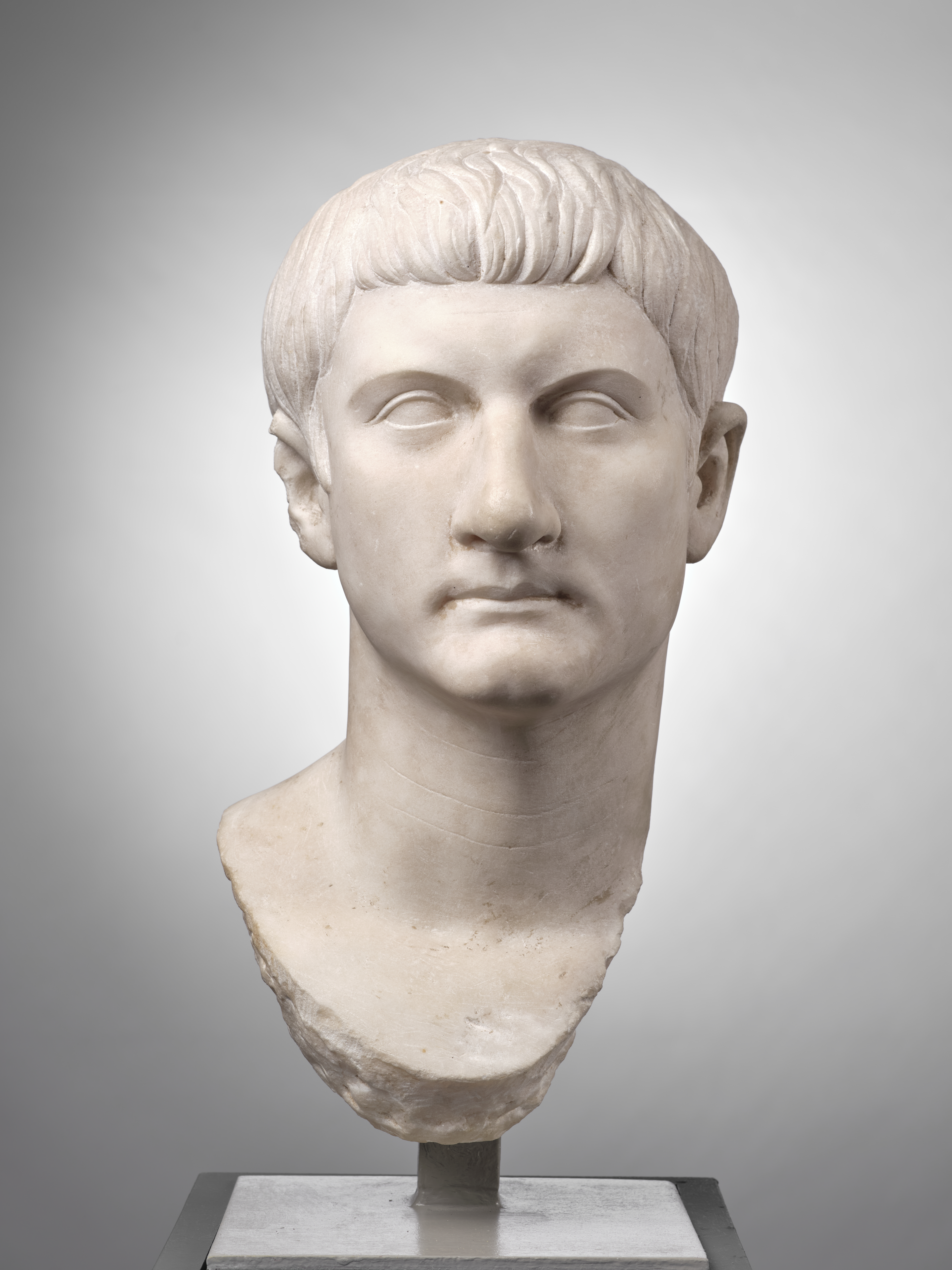

드루수스 율리우스 카이사르(Drusus Julius Caesar, 기원전 14년 10월 7일 – 서기 23년 9월 14일) 또는 드루수스 카이사르, 소드루수스(Drusus the Younger)는 티베리우스 황제의 아들이자 서기 19년에 양형 게르마니쿠스가 사망한 후 로마 제국의 상속자가 되었다.
로마에서 티베리우스와 그의 첫 부인 빕사니아 아그리피나의 아들인 클라우디아 가문의 저명한 가문에서 태어났다. 출생 당시 이름은 그의 친삼촌인 장로 드루수스(Drusus the Elder)의 이름을 따서 네로 클라우디우스 드루수스(Nero Claudius Drusus)였다. 기원후 4년에 그는 그의 아버지가 아우구스투스에 의해 율리우스 가문에 입양된 후 율리우스 카이사르라는 이름을 사용했고, 드루수스 율리우스 카이사르가 되었다.
드루수스는 서기 10년에 재무관직을 맡아 처음으로 정치에 입문했다. 그의 정치 경력은 게르마니쿠스의 정치 경력을 반영했으며, 그와 같은 나이에 모든 직책을 맡았다. 아우구스투스의 모델을 따라 두 사람이 함께 통치하도록 의도되었다. 그들은 둘 다 인기가 있었고 로마 이탈리아 전역에서 그들을 기리기 위해 많은 헌신이 발견되었다. 디오 카시우스는 그의 로마 역사에서 그를 "카스토르"(Castor)라고 부르며 드루수스와 게르마니쿠스를 로마 신화의 쌍둥이 카스토르와 폴룩스에 비유했다.
드루수스는 9월 23일에 갑자기 사망했다. 타키투스(Tacitus)와 수에토니우스(Suetonius)와 같은 고대 역사가들은 그가 강력한 로마 근위대장인 세야누스(Sejanus)와의 불화 속에서 사망했다고 주장한다. 이들은 드루수스가 살해되었다고 주장한다. 그들의 이야기에 따르면, 세야누스는 그의 아내 리빌라를 유혹했고, 의사의 도움으로 그녀는 드루수스를 독살했다. 소문에도 불구하고, 티베리우스는 세야누스를 의심하지 않았고, 두 사람은 세야누스가 31년에 은총에서 몰락할 때까지 친구로 남았다.